# Jódži Jamamoto
Jódži Jamamoto (japonsky 山本 耀司, alternativním anglickým nepřesným přepisem Yohji Yamamoto, * 3. října 1943 Tokio) je japonský módní návrhář. V roce 1966 získal titul na tokijské universitě Keió (慶應義塾大学) a o tři roky později vystudoval módní design na Bunka Fukusó (文化服装学院). Během své kariéry navrhoval například pro Adidas, Hermès nebo pro hudebníka Eltona Johna. Německý režisér Wim Wenders o něm v roce 1989 natočil dokument Notebook on Cities and Clothes.